# Fabian Fournier
Fabian "Joe" Fournier fue un leñador, nacido en Quebec, que más tarde emigraría a los Estados Unidos de América y trabajaría como leñador en Míchigan. A menudo se ha dicho que fue el hombre que inspiró a Paul Bunyan al menos en parte.

## Vida y carrera
Según el historiador D. Lawrence Rogers, Fournier era un pendenciero infame. Una referencia temprana a su vida aportada por Stewart H. Holbrook, en que se describe una pelea legendaria entre aquel y "Silver Jack Driscoll", señala que el cabezazo era el golpe característico de Fournier. Se dice que Fournier medía 1,80 metros, lo que le sitúa muy por encima de la media de su época, y que destacaba por su fuerza.

## Muerte y legado
Fournier fue asesinado en noviembre de 1875 o en el verano de 1876, supuestamente por Adolphus "Blinky" Robertson, un albañil que lo golpeó en la cabeza con su mazo en un muelle de Bay City, Míchigan. Dejaba a su mujer y a sus dos hijos.
Tras su muerte y un juicio de gran resonancia contra su presunto asesino en el que este salió absuelto, el leñador se convirtió en un héroe popular por derecho propio, conocido por su afición a la lucha y su supuesta doble fila de dientes. Otro momento por el que se mitificó a Fournier fue el de arrancar de un mordisco un "trozo de barra de madera" con su doble hilera de dientes.
En una colección de historias de Paul Bunyan por Harold Felton, Fournier está presente como una figura distinta en un recuento de la historia de Round River.
Los restos de Fournier fueron supuestamente alojados en la Universidad de Míchigan en algún momento, donde se convirtió en una rareza en las ciencias dentales.
El estatus de Fournier como el hombre que inspiró a Paul Bunyan fue cuestionado por Michael Edmunds en su libro de 2009, Out of the Northwoods: The Many Lives of Paul Bunyan, en el que afirma que las historias de Bunyan probablemente ya circulaban cuando Fournier se dio a conocer entre los leñadores.